# ليلى عودة
ليلى عودة هي صحفية فلسطينية من مواليد بيت لحم عام 1970. حاصلة على بكالوريوس في الأدب الإنجليزي من روسيا. عملت في عدة محطات تلفزيونية من أبرزها أبو ظبي. وتعمل حاليا في قناة فرانس 24.
في مارس 2023، أوفقفتها قناة فرنسا 24 عن العمل وباشرت بالتحقيق في اتهامات وجهت ضد عودة بالتحريض ومعاداة السامية على خلفية منشورات لها على مواقع التواصل الاجتماعي.